# Phimodera
Phimodera is een geslacht van wantsen uit de familie Scutelleridae, pantserwantsen, juweelwantsen. Het geslacht werd voor het eerst wetenschappelijk beschreven door Ernst Friedrich Germar in 1839.

## Soorten
Het genus bevat de volgende soorten:

- Phimodera amblygonia Fieber, 1863
- Phimodera bergi Jakovlev, 1905
- Phimodera binotata (Say, 1824)
- Phimodera carinata Reuter, 1879
- Phimodera curvipilis Kerzhner, 1976
- Phimodera dlabolai Hoberlandt, 1974
- Phimodera emeljanovi Kerzhner, 1976
- Phimodera flori Fieber, 1863
- Phimodera fumosa Fieber, 1863
- Phimodera galgulina (Herrich-Schaeffer, 1837)
- Phimodera hispanica Fuente, 1971
- Phimodera humeralis (Dalman, 1823)
- Phimodera jaxartensis Kerzhner, 1976
- Phimodera kaszabi Hoberlandt, 1968
- Phimodera kiborti Jakovlev, 1889
- Phimodera laevilinea Stål, 1873
- Phimodera lapponica (Zetterstedt, 1828)
- Phimodera mongolica Reuter, 1891
- Phimodera montana Kerzhner, 1976
- Phimodera nigra Reuter, 1879
- Phimodera oculata Jakovlev, 1880
- Phimodera reuteri Kiritshenko, 1910
- Phimodera rupshuensis Hutchinson, 1934
- Phimodera semideserta Kerzhner, 1976
- Phimodera sibirica Kerzhner, 1976
- Phimodera smolini Kerzhner, 1976
- Phimodera testudo Jakovlev, 1894
- Phimodera torpida Walker, 1867
- Phimodera torrida Reuter, 1906
- Phimodera tuberculata Jakovlev, 1874